# Дифузор

Дифузор.JPG

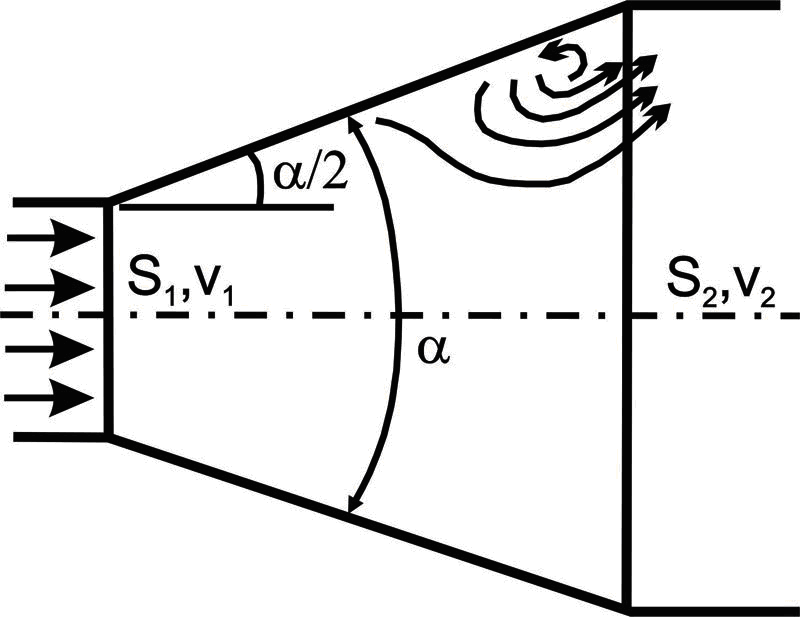
.

Дифузор (рос. диффузор; англ. diffuser; нім. Diffuseur m, Diffusor m) –

## Загальна інформація і різновиди
- 1) Напірна труба, яка розширюється за течією. Рух рідини в дифузорі супроводжується зменшенням швидкості й збільшенням тиску. Проходить процес перетворення кінетичної енергії рідини в потенціальну енергію тиску.
- 2) Конічний висилач звуку в гучномовцях.
- 3) Апарат для добування методом дифузії з подрібненої сировини розчинних речовин.

## Приклади

### ДИФУЗОР ВЕНТИЛЯТОРА
Дифузор вентилятора — коротка трубка приєднана до кожуха вентилятора з метою зменшення швидкості руху повітря на виході з вентилятора і часткового перетворення динамічного тиску в статичний (дифузорний ефект). Розрізняють пірамідальні, конічні та колінчасті Д.в. Особливо велике значення мають Д. для ефективної і економічної роботи осьових вентиляторів, в яких при максимальному к.к.д. динамічний напір на виході з колеса становить 40-50 % від повного напору вентилятора. При неправильно підібраному дифузорі частина динамічного напору може бути втрачена, що знижує к.к.д. установки.

### ДИФУЗОР-ЗМІШУВАЧ
Дифузор-змішувач (гірництво) — пристрій, який попереджує можливість запалення метано-повітряної суміші, що витікає у виробку з висхідним вентиляційним потоком. Конструктивно Д.-з. являє собою металічну сітку з чарунками 6-10 мм, яка змонтована на металічному каркасі. Діаметр змішувача 0,5-0,7 м, довжина бл. 2 м. Д.-з. заземляють і огороджують на всю висоту виробки.